# Neostylopyga voeltzkowi
Neostylopyga voeltzkowi är en kackerlacksart som först beskrevs av Henri Saussure 1899.  Neostylopyga voeltzkowi ingår i släktet Neostylopyga och familjen storkackerlackor.
Artens utbredningsområde är Madagaskar. Inga underarter finns listade i Catalogue of Life.